# Звонкая палатальная аффриката
Зво́нкая палата́льная аффрика́та — один из согласных звуков, встречающийся в ряде языков мира, распространённых в основном в регионах Центральной и Южной Азии, прежде всего на территории Индии.
В Международном фонетическом алфавите (МФА) обозначается знаком ɟ͡ʝ или ɟ͜ʝ, в системе X-SAMPA — J\_j\. Перемычка или знак связи между двумя символами может опускаться: ɟʝ — в МФА, J\j\ — в X-SAMPA.
Рассматривается как несибилянтный эквивалент звонкой альвеоло-палатальной аффрикаты [d͡ʑ].
Так же, как и глухой вариант палатальной аффрикаты (c͡ç), звонкий ɟʝ чаще всего встречается в языках сино-тибетской семьи, в индоарийских (включая хинди, маратхи, бенгальский, гуджаратский, сингальский) и дравидийских языках (включая каннада, телугу, тамильский), а также в австроазиатских языках ветви мунда. Кроме того, он известен в андаманском языке онге, в нигеро-конголезском языке акан, в чадском языке тера, в нило-сахарском языке шиллук, в южных диалектах тюркского азербайджанского языка, в финно-угорских венгерском, колтта-саамском и коми-зырянском, в кельтском ирландском, в романском испанском и в славянском македонском языках, а также в литературной форме албанского языка и лежащем в её основе тоскском диалекте. В европейских языках ɟʝ в основном представляет собой один из позиционных аллофонов.
Лабиализованный вариант ɟʝʷ отмечают в языках акан, аанта и нзима семьи ква.

## Характеристика
Звонкая палатальная аффриката выделяется следующими характеристиками:
- по способу образования: аффриката (сочетание взрывного ɟ и фрикативного ʝ) — образуется при раскрытии смычки (затвора) во время прохождения воздушной струи по речевому тракту (взрывная фаза), при этом артикулирующие органы раскрываются не полностью и между ними сохраняется некоторое сужение (щелевая шипящая фаза);
- по месту образования: палатальный — образуется при поднятии средней части спинки языка, сближающейся или смыкающейся с твёрдым нёбом;
- по типу фонации: звонкий — образуется при сведении, напряжении и колебании голосовых связок, активно участвующих в артикуляции;
- по положению мягкого нёба: ртовый — образуется при поднятом мягком нёбе, закрывающем проход воздуха в полость носа;
- по относительной силе шумовых составляющих[англ.]: шумный — образуется при преобладании шумовых составляющих над тоном;
- по месту прохождения воздушной струи: срединный[англ.] — образуется при прохождении воздушной струи вдоль полости рта;
- по способу формирования воздушного потока: пульмонический — образуется на вдохе или выдохе, совершаемом лёгкими.

## Примеры
| язык            | язык                            | слово     | МФА          | значение  | примечание |
| --------------- | ------------------------------- | --------- | ------------ | --------- | --- |
| албанский       | литературный                    | gjë       | [ɟ͡ʝə]        | «вещь»    | характерен для системы консонантизма тоскского диалекта, см. статью Албанская фонология |
| астурийский     | некоторые западные говоры       | muyyer    | [muˈɟ͡ʝeɾ]    | «женщина» | континуант групп -lj-, -c’l-, pl-, cl- и fl-, в говорах вакейро с бранья в регионе Тинео в Западной Астурии, реализуется как в звуке [ɟ͡ʝ], так и в звуках [c̺͡ʝ] и [c̺͡ç], графически записывается как yy |
| венгерский      | венгерский                      | gyár      | [ɟ͡ʝaːr]      | «фабрика» | возможно является аллофоном взрывного [c], степень аффрицированности зависит от стиля и темпа речи, а также от от позиции в слове: наиболее чётко произносится как аффриката в слогах под ударением и в конце слова, обозначается диграфом gy, см. статью Венгерская фонология |
| испанский       | кастильский                     | yate      | [ˈɟ͡jate̞]     | «яхта»    | реализуется в начале слова, отмечается в свободном варьировании с фрикативным /ʝ/ в остальных позициях, см. статью Испанская фонология |
| македонский     | македонский                     | меѓа      | [ˈmeɟ͡ʝa]     | «межа»    | согласная на месте праславянской *dj (и более старого его рефлекса [ʒd]), обозначается особой графемой ѓ, по говорам реализуется также как [ʒd] и [ʒd͡ʒ], В. А. Фридман рассматривает звук на месте ѓ как взрывной [ɟ], в речи носителей языка, согласно В. А. Фридману, отмечаются различия в произношении /ɟ/ как индивидуальные, так и локальные, в диапазоне от палатализованного [d’] до аффрикат [ɟ͡ʝ] и [d͡ʑ], см. статью Македонская фонология |
| норвежский      | центральные и западные диалекты | leggja    | [leɟ͡ja]      | «лежать»  | см. статью Норвежская фонология |
| колтта-саамский | колтта-саамский                 | vuõˊlǧǧem | [vʲuɘlɟ͡ʝːɛm] | «я ухожу» | |